# Guacamai colldaurat
El guacamai colldaurat (Primolius auricollis) és una espècie d'ocell de la família dels psitàcids.

## Hàbitat i distribució
Habita boscos i pantans deBolívia, nord-oest de l'Argentina, el Paraguai i sud del Brasil.